# Monsieur Bille dans la tourmente
Monsieur Bille dans la tourmente est un roman de Pierre Villetard publié en 1920 aux éditions Fasquelle et ayant reçu l'année suivante le Grand prix du roman de l'Académie française 1921.

## Éditions
- Monsieur Bille dans la tourmente, éditions Fasquelle, 1920.